# Adam Lenkiewicz
Adam Ambroży Lenkiewicz-Ipohorski, né le 7 décembre 1888 à Teleśnica Oszwarowa et mort en 1941, est un professeur de polonais, philologue classique, photographe, promoteur du tourisme et résistant polonais.

## Biographie
Il est le fils de Władysław (1844-1907, insurgé de janvier, cheminot) et de Janina , . Ses frères et sœurs sont : Włodzimierz (1877-1965, professeur ), Stefania Agnieszka (née en 1885), Maria (1888-1948) et Janina (1893-1971). À partir de 1906, il étudie à la Faculté d'ingénierie de l'Université nationale polytechnique de Lviv, puis à la Faculté de philosophie de l'Université Jan Kazimierz de Lviv. Il enseigne la littérature au lycée pour filles et à l'école technique d'État où il est nommé en 1930. À partir de cette année, il dirige le studio de photographie et de cinéma de l'école,.

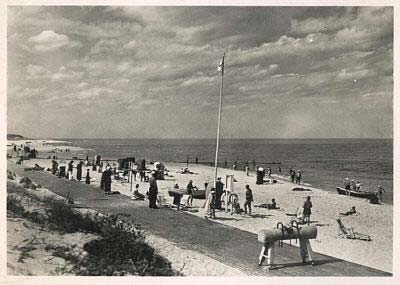
Photo de la plage de Jurata par Adam Lenkiewicz.

À partir de 1927, il est président de la Société photographique de Lviv. Il est le cofondateur et président de la branche de Lviv de la Société polonaise des Tatras (1928-1939). À partir de 1931, il est membre du Club photographique polonais. Il a publié de nombreux documents sur Gorgany, où il a également tracé et balisé des sentiers touristiques. Ses photos ont servi de base à une série de cartes postales imprimées, entre autres, sous forme de décors, du Książnica-Atlas de Lviv. Ses œuvres sont souvent des illustrations pour des publications sur la région de l'Houtsoulie, le tourisme de montagne et Lviv .
Pendant la Seconde Guerre mondiale, il entre dans la Résistance et organise le transfert d'officiers polonais à travers la frontière sud. Il est arrêté par le NKVD le 17 mars 1941. La date exacte de son assassinat par les Soviétiques est inconnue : selon les informations reçues par sa famille après la guerre, on suppose qu'il a été abattu avec d'autres prisonniers lors des massacres du NKVD dans la région de Lviv en juin 1941, après l'évacuation des Soviétiques en raison de l'approche des troupes allemandes.
Il a réalisé de nombreuses expositions individuelles et collectives. Les photographies d'Adam Lenkiewicz ont été présentées, entre autres, par le Musée National de Cracovie lors de l'exposition « Dans les hautes prairies. L'art de la région d'Houtsoulie – La région d'Hutsúlshchina dans l'art » en 2011  .